# Sarah Habel
Sarah Evelyn Habel (Michigan, 30 luglio 1982) è un'attrice statunitense.

## Biografia
Sarah Evelyn Habel ha ottenuto il Bachelor of arts in teatro all'università dello stato natale, la Michigan State University, con varie esperienze teatrali tra cui il Wild Swan Theatre di Ann Arbor.
Trasferitasi a Los Angeles per tentare la carriera cinematografica, ha partecipato ad alcuni episodi di serie televisive come CSI: NY, Cold Case, Hawaii Five-0, per poi recitare il ruolo di Kendra nel film Hostel: Part III.
Nel 2012 appare come protagonista nei panni di Daphne, nella serie televisiva americana Underemployed - Generazione in saldo, andata in onda su MTV.
Nel 2014 interpreta il ruolo di Eve, assistente del dottore William Rush, nella serie televisiva Rush.
Nel 2017 interpreta il ruolo della signorina Grundy nella prima stagione della serie televisiva Riverdale, che riprenderà come guest star anche nella seconda, sempre nel 2017, e nella sesta stagione, nel 2022.

## Filmografia

### Cinema
- The Butterfly Effect 3: Revelations, regia di Seth Grossman (2009)
- American Virgin, regia di Clare Kilner (2009)
- Whip It, regia di Drew Barrymore (2009)
- Hostel: Part III, regia di Scott Spiegel (2011)
- Atomica, regia di Dagen Merrill (2017)

### Televisione
- CSI: NY – serie TV, episodio 6x16 (2010)
- Cold Case - Delitti irrisolti (Cold Case) – serie TV, episodio 7x21 (2010)
- Party Down – serie TV, episodio 2x05 (2010)
- Hawaii Five-0 – serie TV, episodio 2x16 (2012)
- Underemployed - Generazione in saldo  (Underemployed) – serie TV, 12 episodi (2012-2013)
- Rush – serie TV, 10 episodi (2014)
- Riverdale – serie TV, 6 episodi (2017-2022)

## Doppiatrici italiane
Nelle versioni in italiano delle opere in cui ha recitato, Sarah Habel è stata doppiata da:
- Francesca Manicone in CSI: NY
- Ilaria Latini in Cold Case - Delitti irrisolti
- Eleonora De Angelis in Hostel: Part III
- Benedetta Degli Innocenti in Underemployed - Generazione in saldo
- Gaia Bolognesi in Rush
- Selvaggia Quattrini in Riverdale